# Jef van Vliet
Josephus L. F. „Jef“ van Vliet (* 25. Juli 1949 in Tilburg) ist ein ehemaliger niederländischer Fußballschiedsrichter.

## Sportlicher Werdegang
Van Vliet leitete zwischen 1985 und 1997 Meisterschaftsspiele in der Eredivisie. Beim Wettbewerb um den KNVB-Pokal 1992/93 wurde ihm die Leitung des Finalspiels zwischen Ajax Amsterdam und dem SC Heerenveen übertragen, das der Hauptstadtklub mit einem 6:2-Erfolg für sich entschied. Parallel rückte er auch auf die FIFA-Schiedsrichterliste, sein einziges A-Länderspiel pfiff er im Dezember 1994, als die Moldau zuhause 0:3 gegen Deutschland im Rahmen der Qualifikation für die Europameisterschaftsendrunde 1996 verlor. Nach der aktiven Schiedsrichterlaufbahn blieb van Vliet dem niederländischen Verband als Funktionär und Schiedsrichterbeobachter erhalten.
Van Vliet engagierte sich in seinem Wohnort Etten-Leur in der Kommunalpolitik, zeitweise war er Vorsitzender der Partei Algemeen Plaatselijk Belang.